# Екстрафон (Київ)
«Екстрафон» — фірма грамзапису, що працювала в Києві у 1911—1919 роках, випускала платівки з етикетками «Екстрафон» та «Артистотипія».

## Передісторія й зведення фабрики

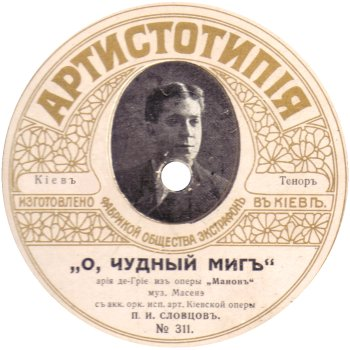
Етикетка платівки «Артистотипія» із записом Петра Словцова

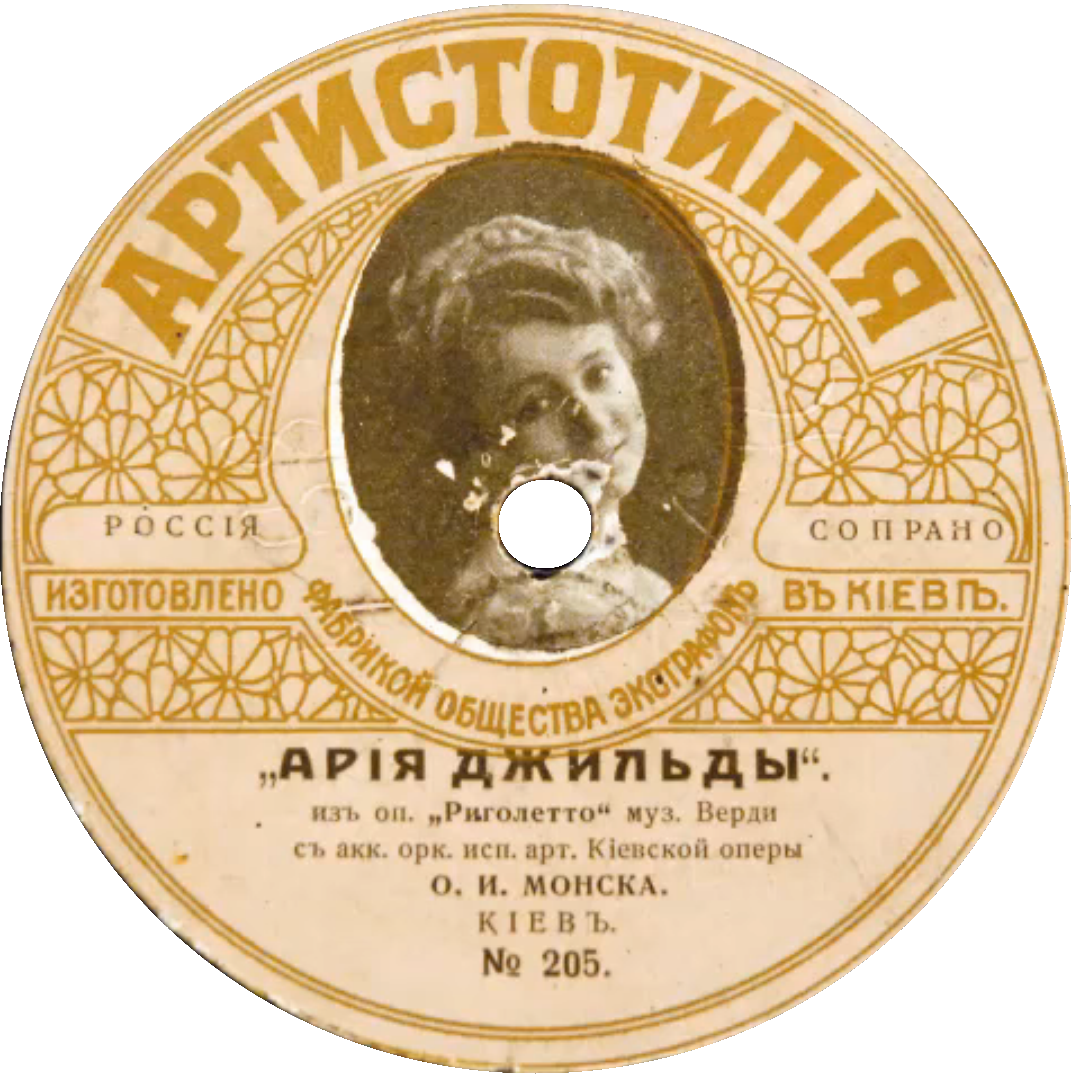
Етикетка платівки «Артистотипія» із записом Ольги Монської

Наприкінці XIX — на початку XX ст. у Києві працював великий магазин «Депо музичних інструментів Г. І. Їндржишека» зі своїми майстернями з ремонту та виготовлення музичних інструментів. У 1902 році в магазині відкрився нотний відділ, а з 1903 почали продаватися грамофони й грамплатівки. У 1909 році до Києва з Петербурга прибув голова невеликої німецької торгової фірми «Інтернаціональ Екстра-Рекорд» Ернест Гессе. Гессе разом з власником музичного «Депо» «російським чехом» Їндржихом (Генріхом Ігнатієвичем) Їндржишеком відкрили на Хрещатику студію звукозапису. Воскові матриці, зроблені київським відділенням «Інтернаціональ Екстра-Рекорд» негайно вирушали в Берлін, де знаходилося виробництво грамплатівок. Транспортні витрати підприємства були великі, а попит на платівки значно перевищував пропозицію, терміни виконання замовлень затримувалися, тому компаньйони вирішили побудувати фабрику грамплатівок в Києві. Було вибрано місце на Шулявці, де в той час знаходилася велика колонія чеських іммігрантів, багато з яких працювали на заводі Гретера і Криванека (нині — завод «ПКМЗ»).
2 липня 1910 Їндржишек звернувся за дозволом на будівництво фабрики, і 24 вересня його було отримано. Фундамент фабрики урочисто закладений за адресою Друга Дачна лінія, № 5 (нині вул. Сім'ї Бродських, № 31-33). Архітектори будівлі фабрики — Філіп Краус і Бедрих Кораб. У фундамент було закладено скляну посудину із запечатаним в неї листом Їндржишека до нащадків, при перебудові будівлі в 1965 або 1966 році цей лист було знайдено. До червня 1911 року головний корпус був майже готовий, нова фабрика зареєстрована під назвою «Екстрафон». У ніч на 8 (за іншим джерелом 12) червня сталася пожежа, яка завдала збитків на суму близько 150 000 рублів, була знищена значна частина звукозаписів. Вважається, що після цього випадку Е. Гессе втратив інтерес до підприємства і продав своє майно, що вціліло, Їндржишеку, проте відомі архівні документи, згідно з якими компаньйони продовжували володіти акціонерним капіталом порівну. Фабрика не була застрахована, оскільки адміністративно перебувала за межами території Києва, до того ж страхові компанії відмовлялися страхувати вогненебезпечне підприємство. Їндржишек вклав у справу ще 50 000 рублів і відновив роботи з обладнання фабрики. Ще однією перешкодою для відкриття виробництва стало звернення до влади власників шулявських дач — вони боялися нових пожеж і просили закрити підприємство. Попри це, в жовтні було отримано дозвіл на продовження будівництва з умовою обладнання фабрики паровими котлами, а потім нафтовими двигунами для зменшення забруднення повітря.
Наприкінці 1911 року в «Депо музичних інструментів» відбувся перший розпродаж грамплатівок, виготовлених на фабриці «Екстрафон» з уцілілих після пожежі матриць «Інтернаціональ Екстра-Рекорд». Перші платівки діаметром 25 см продавалися за ціною 1 рубль, а односторонні діаметром 28 см — по 50 копійок. Одночасно почали випуск рекламного журналу «Платівка», а незабаром при фабриці відкрилася власна студія звукозапису.

## Робота підприємства

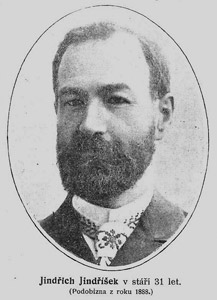
Їндржих Їндржишек (фото 1888 року)

На момент відкриття на фабриці працювало 12—20 чоловік, було 2 двигуна потужністю 7 і 20 к.с., паровий котел, електродвигуни, валки для змішування маси, 2 токарних верстата. Окрім головного корпусу та допоміжних приміщень, в окремому будинку було житлове приміщення на трьох осіб.
На фабриці випускалися платівки двох серій — «Артистотипія» (до 1911 року виходила під маркою «Інтернаціональ Екстра-Рекорд») — з записами головним чином оперних арій, і «Екстрафон» — з менш академічним репертуаром: танцювальна, народна музика, романси, арії з оперет. Однією з перших на студію була запрошена молода київська співачка Ковальчевська, яку за характером виконання порівнюють з Надією Плевицькою.
Для управління й розвитку виробництва був потрібний фахівець, оскільки німці, що налагодили роботу фабрики виїхали. На посаду такого фахівця восени 1912 року був запрошений з Москви керуючий фірми «Метрополь-Рекорд» Яків Іванович Берквіць, якому ставлять у заслугу подальший успіх підприємства. Київські газети тих років називають Берквіця керуючим «Екстрафона». Колекціонер грамплатівок і фахівець з історії звукозапису А. І. Желєзний вважає, що Берквіцю вдалося знайти першокласного інженера-звукотехніка, прізвище якого йому не вдалося встановити. Фахівець з історії Києва М. О. Рибаков, працюючи з матеріалами Державного архіву Києва, не знайшов підтвердження того, що Берквіць займав посаду керуючого «Екстрафона». В платіжних документах є численні записи про виплати не «керуючому», а «техніку Берквіцю за звукозапис». Ймовірно, він все ж таки був тим самим першокласним інженером-звукотехніком. Також Рибаков припускає, що звукотехніком міг бути дехто Колтунов, який регулярно отримував від «Екстрафона» відносно великі виплати.
Репертуар платівок, що випускались «Екстрафоном» був досить широкий. У жовтні 1912 року вийшли перші шлягери або, як їх тоді називали, «бойовики», з яких особливою популярністю користувалася пісня «Гриша уезжает». Записувалися оперні та камерні співаки — О. І. Каміонський, П. І. Словцов, деякі артисти записувалися анонімно. Встановлено, що «невідомим баритоном», записи якого користувалися особливим попитом, був Г. А. Бакланов, який мав контракт з фірмою «Грамофон», що забороняв йому записи в інших компаніях. Популярними були платівки в циганському стилі із записами співачки М. А. Емської, скрипаля М. Г. Ерденко.

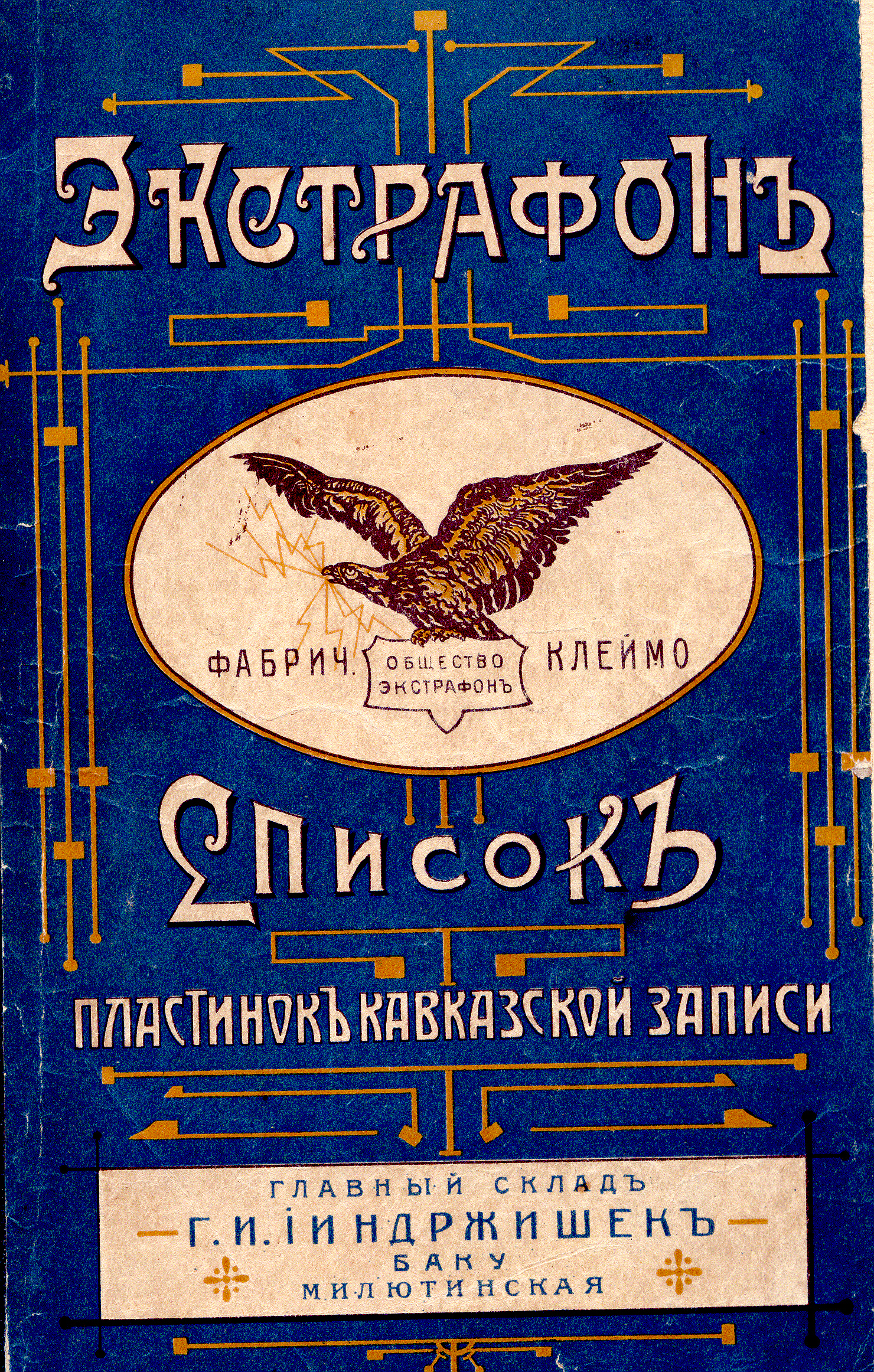
Обкладинка каталогу платівок бакинського відділення «Екстрафону»

У 1912 році вперше випущені платівки з українською музикою — народними піснями, танцями, піснями на слова Т. Г. Шевченка та інших авторів. Першими з них були сім пісень у виконанні хору М. А. Надєждинського, 6 пісень тенора І. Є. Гриценка та 6 пісень сопрано О. Д. Петляш. (Записи О. Д. Петляш у фортепіанному супроводі М. В. Лисенка виконувалися й раніше на студії «Інтернаціональ Екстра-Рекорд», декілька з них були розшукані А. І. Желєзним та передані у фонди будинку-музею М. В. Лисенка) З цього моменту «Екстрафон» продовжує випускати записи українською мовою, а також чеської, грузинської музики та пісень «татарською» (азербайджанською) мовою. (Підприємства Їндржишека мали відділення в декількох містах Російської імперії, у тому числі в Баку, відоме прізвище азербайджанського агента «Екстрафону» — Агаджанов). У 1913 році серія «Артистотипія» почала випускатися у вигляді 30-сантиметрових платівок-«гігантів».
Якість звукозапису сучасники оцінювали як досконалу, оформлялися платівки етикетками з фотопортретами артистів. Вироблялися на фабриці й грамофонні апарати.
Спочатку «Екстрафон» не сприймали як серйозного конкурента великим російським і закордонним фірмам грамзапису, і 1912—1913 роки дійсно були для підприємства невдалими. Однак власники, незважаючи на збитки, продовжували розширювати виробництво, робили великі закупівлі матеріалів — шелаку, міді, хімікатів для гальванічного процесу. Фірма мала свого агента в Уральську який, ймовірно, відповідав за доставку сировини. З 1913 до 1915 року кількість гідравлічних пресів збільшилася з 6 до 12, матриць для платівок — з 2142 до 3349, на складі фабрики наприкінці 1913 року було 27 001 платівка, а через рік — 37760. У 1915—1916 роках потужність фабрики сягала 500 000 платівок на рік. Чисельність персоналу, однак, не була значно збільшена: у 1915 році на підприємстві було близько 30 робітників і 10—11 службовців, більшість працівників були чехи. Капітал акціонерного товариства становив за станом на 1 січня 1913 року — 59 482 рубля, на 1 січня 1914 року — 35 311 рублів, ще через рік — 35 968 рублів.

## «Екстрафон» в роки Першої світової війни
З початком війни Ї. Їндржишек став активно брати участь у політичному житті чехів, що знаходились на території Росії. Під його керівництвом з перших же днів війни було організовано прийом добровольців у батальйон «Чеська Дружина» — один з перших чехословацьких легіонів. Не залишився осторонь від подій і «Екстрафон». Фірма почала випускати платівки з воєнними та патріотичними піснями, які відразу отримали величезну популярність і розходилися за короткий час накладами до 70 тисяч («Повесть о юном прапорщике»). Назви деяких з цих пісень: «Георгиевский кавалер», «Памяти лётчика Нестерова», «Страдания Сербии», «Подвиг Алексея Макухи», «Смерть героя», «Гусары-усачи». Випуск нових платівок «Екстрафону» порівнювали з надходженням фронтових новин.
Більшістю грамофонних фірм у Росії володіли німці, і під час війни їх підприємства закривалися, власники виїжджали або були заарештовані як вороги. Незабаром в країні залишилося всього чотири виробника платівок, з яких тільки дві були резидентами російської імперії — «Екстрафон» та фабрика Російського Акціонерного Товариства Грамофонів у Апрелівці (колишній «Метрополь-Рекорд»).
Навесні 1915 року, у зв'язку з німецьким наступом в Галичині, київські підприємці припиняли виробництво і починали евакуювати обладнання. Ї. Їндржишек у цей час продовжував віддавати розпорядження про закупівлю матеріалів для «Екстрафона», за його прикладом промисловці припинили евакуацію. Тоді ж інженер Станіслав Гоужвіць запропонував Їндржишеку відкрити виробництво підвод для потреб російської армії. Був зібраний стартовий капітал, і на території «Екстрафона» за три місяці розгорнуто виробництво. Нове підприємство стало називатися «Чеською обозною фабрикою», або «Возовкою», до роботи на ньому залучили близько 150 полонених австрійських чехів. Полонені утримувались у важких умовах у Дарницькому таборі. Товариство ім. Я. А. Коменського, головою якого також був Їндржишек, сприяло їх звільненню та призначенню на заводи, їм видавалися документи для вільного пересування по місту. Полонених не дозволялося використовувати на військових роботах, і робітники обозної фабрики для конспірації значилися пожежними «Екстрафона». Хоча полонені й були найдешевшою робочою силою, після табору вони погоджувалися працювати за мінімальну платню, «Возовка» була більше соціальним підприємством, ніж прибутковим. Керував виробництвом інженер В. Кашпар, який в 1907 році облаштував на Шулявці парк «Стромовка».
Тільки навесні 1916 року вийшов офіційний дозвіл використовувати полонених у військовій промисловості. Робітників на фабриці стало 300, їм збільшили заробітну платню. Обозній фабриці надавав сприяння генерал М. О. Ходорович, помічник головного начальника Київського військового округу. Восени 1916 року для «Возовки» побудована власна лісопилка на вул. Дмитрівській, а на Деміївці на вул. Совській — відкриті автомайстерні на базі колишньої фірми «Лаурин и Клемент».
Наприкінці 1917 — на початку 1918 рр. виробництво зупинено через брак сировини, у 1919 році обладнання фабрики було експропрійовано більшовиками. Останній раз в архівних документах фабрика згадується у жовтні 1919 року, коли її майно було застраховано строком на 1 рік в страховій компанії «Хвиля». (Їндржишек у червні 1919 року вже виїхав до Чехії). З 1922 року на території фабрики працювали майстерні, вагова фабрика (з 1928 року — Київський завод вагів), потім завод порційних автоматів. У 1975 році завод перетворено у виробниче об'єднання ВЕДА («Вагові електронні дозуючі автомати»).